# Wolfgang Holtmeier
Wolfgang Holtmeier (* 16. März 1965 in Freiburg im Breisgau) ist ein deutscher Internist, Gastroenterologe, Endokrinologe und Diabetologe am Krankenhaus Porz am Rhein. Holtmeier ist Spezialist auf dem Gebiet der Zöliakie, Nahrungsmittelunverträglichkeiten (Nicht-Zöliakie-Weizensensitivität) und chronisch-entzündlichen Darmerkrankungen.

## Leben
Holtmeier studierte Humanmedizin in Freiburg und Hamburg und promovierte 1992 in Neuroradiologie an der Universität Hamburg. Von 1992 bis 1995 forschte er im Labor („Mucosal Immunology“) von Martin F. Kagnoff an der University of California in San Diego (USA) über Zöliakie und chronisch entzündliche Darmerkrankungen (CED). Er erhielt seine gastroenterologische Ausbildung bei Wolfgang F. Caspary an der Universität Frankfurt. Holtmeier habilitierte sich 2003 und arbeitete bis 2007 als Oberarzt der Medizinischen Klinik I in Frankfurt. 2003 Erlangung des Fachimmunologen der Deutschen Gesellschaft für Immunologie, 2004 der Schwerpunktbezeichnung Gastroenterologie und 2007 der Schwerpunktbezeichnung Diabetologie und Endokrinologie. Seit 2008 ist Holtmeier Chefarzt der Klinik für Innere Medizin, Gastroenterologie und Diabetologie am Krankenhaus Porz am Rhein (akademisches Lehrkrankenhaus der Universität zu Köln). 2011 erfolgte die Verleihung „außerplanmäßiger Professor“ der Universität zu Köln.

## Wissenschaftlicher Beitrag
Von 1992 bis 1995 forschte Holtmeier im Laboratory of Mucosal Immunology in San Diego, USA (Leiter: M.F. Kagnoff) über die Barrierefunktion des Immunsystems in der Darmschleimhaut. Diese Forschung konnte später an der Universität Frankfurt mit Hilfe der Deutschen Forschungsgemeinschaft fortgeführt werden. Schwerpunkt war die Charakterisierung der antigenspezifischen Rezeptoren von γ/δ T-Zellen. Hier konnte Holtmeier zeigen, dass das δ T-Zell Rezeptor Repertoire bei Erwachsenen sowohl im Blut als auch im Dick- und Dünndarm eine eingeschränkte Vielfalt aufweist. Zudem war es in verschiedenen Organen kompartimentiert und über Zeit unverändert. Ähnliche Befunde konnten auch am Schwein demonstriert werden. Auch die von B-Zellen produzierten IgA Antikörper wiesen im Darm eine eingeschränkte Diversität auf. Somit erkennen vermutlich sowohl γ/δ T-Zellen als auch IgA B-Zellen der Darmmukosa konservierte Antigene. Im Laufe seiner klinischen Laufbahn engagierte sich Holtmeier auch in der Therapie der chronisch entzündlichen Darmerkrankungen und leitete eine Studie bei der ein Weihrauchextrakt zur Remissionserhaltung bei Patienten mit M. Crohn untersucht wurde. Weiterhin ist er seit vielen Jahren auf dem Gebiet der Zöliakie und auch der Weizensensitivität tätig.
Holtmeier ist zudem als Gutachter in folgenden wissenschaftlichen Fachzeitschriften tätig: „Gastroenterology“, „Gut“, „American Journal of Physiology“, „Journal of Immunology“ und „Immunology“.

## Mitgliedschaften in wissenschaftlichen Vereinigungen (Auswahl)
Holtmeier ist unter anderem Mitglied des wissenschaftlichen Beirats der Deutschen Zöliakie-Gesellschaft, des Ärztlichen Beirats der Deutschen Crohn- und Colitis-Vereinigung (DCCV) und der der Walter-Siegenthaler-Gesellschaft für Fortschritte in der Inneren Medizin sowie Fellow of the European Board of Gastroenterology (FEBG).

## Ehrungen und Auszeichnungen
- 1992 Zweijähriges USA-Stipendium der Studienstiftung des deutschen Volkes (BASF Forschungsprogramm).
- 1995 Stipendiat der Crohn und Colitis Foundation of America (CCFA)
- 1998–2006 Kontinuierliche Förderung verschiedener Forschungsprojekte auf dem Gebiet der Mukosa-Immunologie (γ/δ T-Zell Forschung bei CED und Zöliakie) durch die Deutsche Forschungsgemeinschaft
- 1997 Förderung eines Forschungsprojektes (Zöliakie und Dermatitis herpetiformis) durch die Paul und Ursula Klein Stiftung, Frankfurt am Main und die Deutsche Zöliakie-Gesellschaft, Stuttgart
- 1998 Graduierten-Stipendium der Novartis-Stiftung für therapeutische Forschung
- 2000 Forschungsförderungs-Preis, Dr. August Scheidel Stiftung, Frankfurt
- 2000 Wissenschaftlicher Preis der Rhein-Main Arbeitsgemeinschaft für Gastroenterologie
- 2001 Forschungsförderungs-Preis der Fritz Riese-Stiftung, Frankfurt am Main

## Publikationen
- Publikationsliste PubMed